# Georg Bauer (Eisenbahner)
Georg Bauer (* 30. Juni 1886 in Zwickau; † 16. Dezember 1952 in Kassel) war ein deutscher Ingenieur und Eisenbahnbeamter.

## Werdegang
Bauer beendete seine Ausbildung als Diplom-Ingenieur. Ab dem 20. April 1944 war er Vizepräsident der Reichsbahndirektion Kassel. Nach Ende des Zweiten Weltkriegs war er vom 11. Juni bis 30. Juni 1945 Betriebsleiter im Auftrag der US-amerikanischen Streitkräfte. Vom 18. Juli 1945 bis 1. Februar 1946 bekleidete er das Amt des Direktors der Obersten Betriebsleitung in der Amerikanischen Zone, wurde dann aber im Zuge der Entnazifizierung seines Amtes enthoben.
Am 29. Oktober 1947 wurde er erster (und einziger) Generaldirektor der Betriebsvereinigung der Südwestdeutschen Eisenbahnen (SWDE) in der Französischen Besatzungszone. Er blieb dies bis zum 30. Juni 1952, als die SWDE endgültig in der Deutschen Bundesbahn aufging.

## Ehrungen
- 1952: Großes Bundesverdienstkreuz